# Microcebus mittermeieri
Microcebus mittermeieri (лат.) — вид мышиных лемуров. Эндемик Мадагаскара. Об обнаружении этого вида было объявлено в июне 2006 года на симпозиуме в Антананариву вместе с видами Microcebus jollyae и Microcebus simmonsi. Видовое название было дано в честь известного приматолога Рассела Миттермайера.

## Описание
Имеет длину тела около 9 см, длину хвоста около 11 см и вес от 34 до 51 (в среднем 44) граммов. Голова круглая, морда короткая, уши торчат из кожи, глаза большие. Мех красновато-коричневый на спине, живот светло-коричневый или беловатый. По спине проходит темно-коричневая полоса. Горло и шея с желтоватыми пятнами.

## Распространение
Встречается в районе заповедника «Anjanaharibé-Sud Special Reserve» на северо-востоке Мадагаскара. Населяет низинные и горные леса на высотах до 1760 м. Этот вид не был изучен в дикой природе.

## Статус популяции
В 2014 году Международный союз охраны природы присвоил этому виду охранный статус «В опасности» (англ. Endangered). Площадь ареала составляет менее, чем 430 км2. Ареал сильно фрагментирован, его площадь постоянно уменьшается.